# Johan Stake
Johan Stake, född 1613, död den 25 september 1657, var en svensk militär. Han var måg till Anders Olofsson Oxehufwud.
Stake blev fänrik vid Västgötadals regemente 1628, löjtnant 1630, kapten 1634, regementskvartermästare 1638, major 1642, överstelöjtnant 1646 samt överste och chef för regementet 1652. Han stupade i träffningen vid Hjärtum och gravsattes i Gustavi kyrka i Göteborg. Stake skrev sig till Vättungen i Bäcke socken och till Öjevalla i Åsaka socken.